# Avro
Avro va ser un fabricant d'avions del Regne Unit, conegut per aparells com l'Avro Lancaster que va servir durant la Segona Guerra Mundial.

## Primers anys
Alliott Verdon Roe i el seu germà Humphrey Verdon Roe van fundar una de les primeres empreses fabricants d'aeroplans, A.V.Roe and Company, l'1 de gener de 1910 a Brownsfield Mills, Mánchester, Regne Unit. L'empresa va crear el primer monoplà del món proveït d'una cabina tancada amb finestres de cel·luloide l'any 1912, l'Avro Tipus F però l'Avro 504, un biplà de fusta ben proporcionat, va ser el que va mantenir l'empresa ocupada durant la Primera Guerra Mundial i els anys posteriors. La producció va arribar a 8.340 aparells construïts a diferents fàbriques: Hamble, Failsworth, Miles Platting i Newton Heath, i es va mantenir durant gairebé vint anys. Aquesta va ser una fita considerable, tenint en compte la novetat que representava l'aeronàutica en aquella època.

## El període d'entreguerres
El 1920 la companyia va abandonar l'aeròdrom d'Alexandra Park, al sud de Mánchester, on havia realitzat proves de vol durant els anys anteriors. L'empresa va trobar un lloc nou, al sud de la ciutat, a New Hall Farm, Woodford, Cheshire, que encara avui és utilitzat per constructors d'avions, com BAE Systems. L'any 1928 A.V.Roe va fundar la companyia Saunders-Roe, que va desenvolupar diversos dissenys revolucionaris per a avions de combat, hidrocanoes i, amb el temps, un potent model de hovercraft.

## La Segona Guerra Mundial

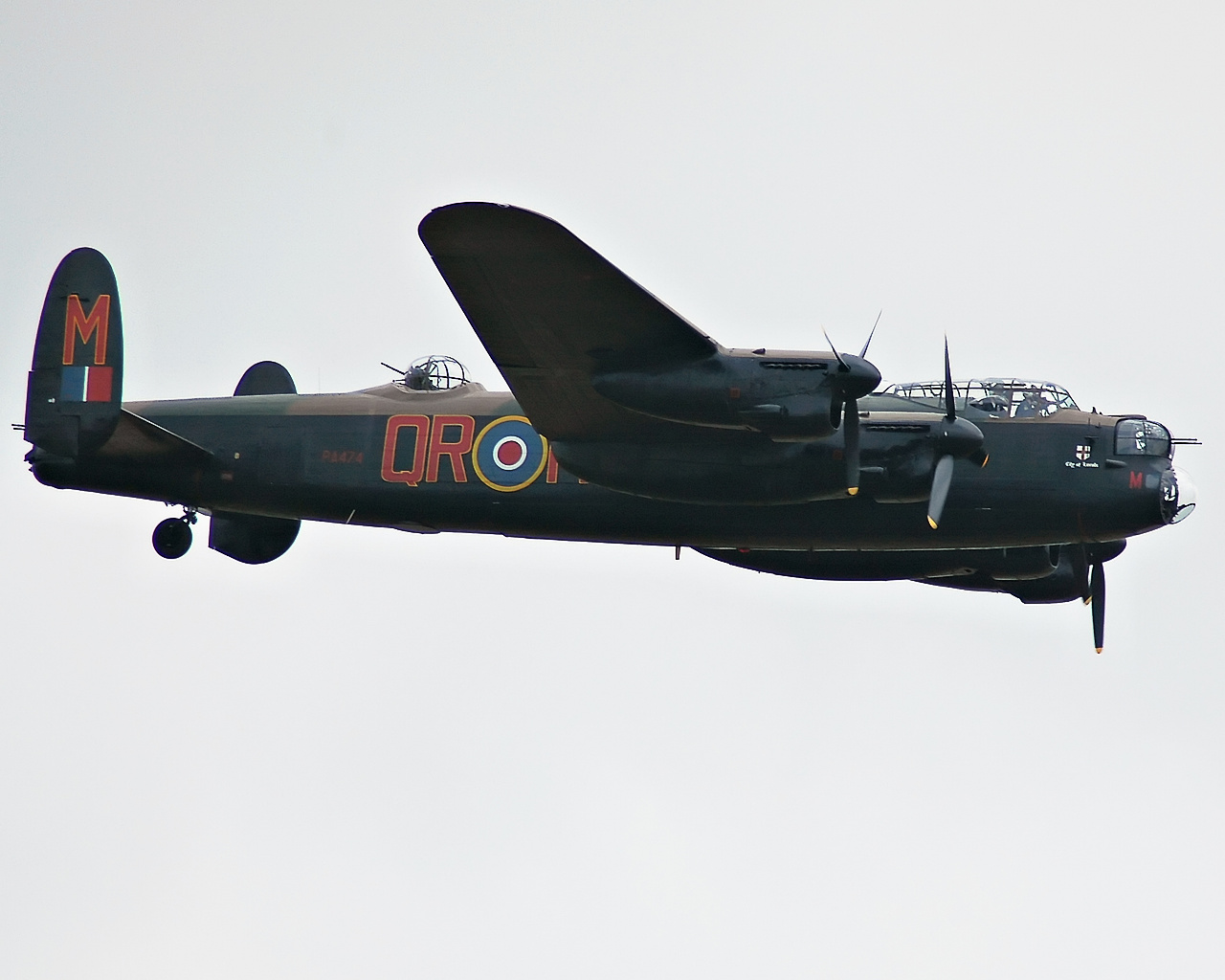
Avro Lancaster.

L'empresa, que no havia perdut habilitat en el disseny d'avions d'entrenament, va construir durant la dècada de 1930 un biplà més robust, l'Avro Tutor, del que la RAF va comprar un nombre important. Un avió de línia amb motors de doble pistó, l'Avro Anson, va ser el següent model, però les tensions creades a Europa durant aquests anys van portar a l'empresa de nou al desenvolupament d'aeronaus de combat. Els bombarders Manchester, Lancaster, Lincoln i Vulcan, aquest posterior a la guerra, van ser dissenys especialment coneguts. Es van construir més de 7.000 Lancaster, i les seves aptituds per al bombardeig van fer que fos un dels models escollits per a dur a terme l'operació Chastise (càstig) contra les preses alemanyes.

## Dissenys de postguerra
El disseny civil Avro Lancastrian i l'avió de reconeixement marítim Avro Shackleton van ser modificacions del Lancaster. El Tudor va ser un avió de línia pressuritzat que va tenir diversos problemes i es va trobar amb la forta competència de dissenys de la Bristol Aeroplane Company, la Douglas Aircraft Company, la Handley Page Aircraft Company i la Lockheed. Tenia els mateixos motors i ales que el Lincoln, i només va tenir un primer vol (al juny de 1945) i una producció de 34 unitats, després que la British Overseas Airways Corporation va cancel·lar els seus encàrrecs. El Avro York, un model més antic, va tenir una mica més d'èxit en la RAF i en el servei comercial. Tant els Tudor com els York van tenir un paper humanitari important en el bloqueig de Berlín durant la Guerra freda. El Vulcan va ser utilitzat com a bombarder i avió de reproveïment durant la campanya britànica per reconquerir les Malvines l'any 1982. Cap Avro ha volat des de 1992, però algunes unitats s'exhibeixen en museus.
Un avió de línia turbopropulsat, l'Avro 748, va ser desenvolupat durant la dècada de 1950 i venut per tot el món El 748 portava dos motors Dart de la Rolls Royce. El Royal Flight, el servei de vol privat del govern britànic, va comprar uns quants; una variant amb una rampa de càrrega posterior es va vendre a la RAF i a diversos membres de la Commonwealth, amb el nom d'Andover, una ciutat d'Hampshire.

A la dècada de 1950, la secció canadenca d'Avro va desenvolupar l'Avro Arrow, una meravella tècnica, i l'interceptor més avançat de la seva època. El disseny mai va superar la fase de prototip i la decisió del govern canadenc d'abandonar el projecte pel seu cost i l'aparent obsolescència dels caces interceptors van contribuir al trist final d'Avro Canadà. El juliol de 1963 Avro va ser absorbida per la Hawker Siddeley Company.

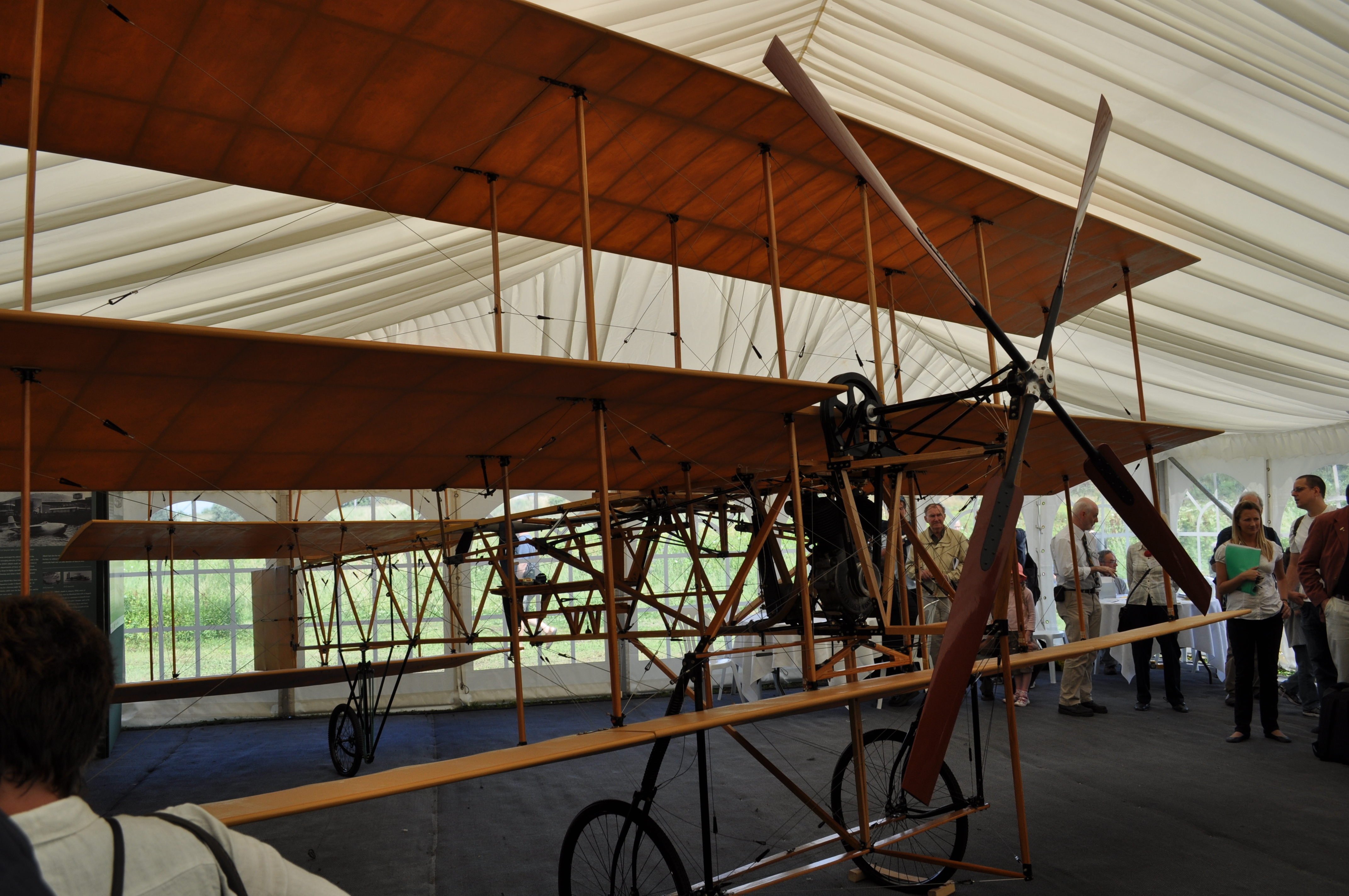
Triplà de 1909.

## Llista d'aeronaus
- Avro 504
- Avro 534 Baby
- Avro 594 / 616 Avian
- Avro 618 Ten
- Avro 619 Five
- Avro 621 Tutor
- Avro 631 / 643 Cadet
- Avro 638 Club Cadet
- Avro 652A Anson
- Avro 679 Manchester
- Avro 683 Lancaster
- Avro 685 York
- Avro 688 / 689 Tudor
- Avro 691 Lancastrian
- Avro 694 Lincoln
- Avro 696 Shackleton
- Avro 698 Vulcan
- Avro 707
- Avro 748
- Avro CF-100
- Avro Jetliner
- Avro Arrow